# أدريان ريتشيوتي
أدريان ريتشيوتي (بالإسبانية: Adrián Ricchiuti) (مواليد 30 يونيو 1978 في لانوس - الأرجنتين) لاعب كرة قدم أرجنتيني يلعب حاليا لصالح نادي الدرجة الأولى كاتانيا الإيطالي منذ 2009 في مركز الوسط المهاجم كما يجيد اللعب في مركز الجناح الأيسر .

## روابط خارجية
- أدريان ريتشيوتي على موقع قاعدة بيانات كرة القدم.إي يو (الإنجليزية)
- أدريان ريتشيوتي على موقع Soccerway.com (الإنجليزية)
- أدريان ريتشيوتي على موقع عالم كرة القدم.نت (الإنجليزية)
- أدريان ريتشيوتي على موقع AS.com (الإسبانية)